# Aedes taeniorhynchus
Aedes taeniorhynchus är en tvåvingeart som först beskrevs av Christian Rudolph Wilhelm Wiedemann 1821.  Aedes taeniorhynchus ingår i släktet Aedes och familjen stickmyggor. Inga underarter finns listade i Catalogue of Life.